# San Girolamo a Corviale
San Girolamo a Corviale ist eine Titelkirche in Rom.

## Überblick
Die Pfarrgemeinde wurde am 9. März 1965 mit dem Erlass Quotidianis curis durch Kardinalvikar Clemente Micara gegründet. Am 14. Februar 2015 erfolgte die Erhebung zur Titelkirche der römisch-katholischen Kirche durch Papst Franziskus. Namenspatron ist der Kirchenvater Hieronymus.
Der moderne Kirchenbau, nach einem Entwurf des Architekten Francesco Fornari in den 1960er Jahren erstellt, empfängt den Besucher mit einem hohen, langgestreckten Schrägdachgiebel und einer Veranda mit drei Segmentbögen. Das Kirchenschiff ist einschiffig; der Altarbereich wird ebenfalls von einem Bogendach überdeckt. Im Zentrum befindet sich eine Ikone der Kreuzigung, mit der Darstellung von Christus am Kreuz und an den Seiten die Figuren von Maria und Johannes. Hauptmaterial ist ein roter Backstein sowie Beton und Stahlträger.
Die Kirche befindet sich an der Via dei Buonvisi 3 im römischen Stadtteil Gianicolense im Südwesten Roms und nahe dem bekannten Wohnkomplex Corviale („Das längste Wohnhochhaus Europas“) gelegen. Der Eingang zum Areal befindet sich an der Ecke Via dei Buonvisi/Via della Casetta Mattei.

## Kardinalpriester
- Luis Héctor Villalba, seit 14. Februar 2015